# Minsara Kanavu
Minsara Kanavu (Tamilisch: மின்சார கனவு) ist ein preisgekrönter tamilischer Film von Rajiv Menon aus dem Jahr 1997. Es existieren auch synchronisierte Versionen des Films in Telugu (Merupu Kalalu) und Hindi (Sapnay). Für die Hindi-Version Sapnay wurden die Gesangs- und Tanzeinlagen neu aufgenommen, da die Liedtexte auf Hindi umgeschrieben wurden.

## Handlung
Thomas kehrt, nach langem Studium in Übersee, nach Indien zurück, um seinem Vater geschäftlich behilflich zu sein. Außerdem will er seine Tante, eine Nonne, im Mädcheninternat besuchen. Doch im Internat wirft er sofort ein Auge auf eine der Schülerinnen: Priya. Es ist Liebe auf den ersten Blick, umso geschockter ist er, als er erfährt, dass Priya Nonne werden will.
Schließlich versucht er ihre Meinung zu beeinflussen und heuert dafür den charismatischen Frauenversteher Deva an. Der wiederum singt und tanzt sich in das Herz von Priya, die ihn mit ihrer wunderschönen Stimme verzaubert. Es dauert nicht lange und die beiden entwickeln Gefühle füreinander. 
Davon bekommt Thomas jedoch Wind und gesteht Priya seine Liebe und seinen ausgeheckten Plan mit Deva. Priya ist tief verletzt und ist endgültig überzeugt Nonne zu werden. Am Bahnhof versucht Deva sie aufzuhalten und klammert sich an den fahrenden Zug. Nach einem gefährlichen Sturz wird Deva ins Krankenhaus eingeliefert.
Im Krankenhaus begreift Thomas seine Fehler und will Priya von ihrem Vorhaben abhalten. Somit vereint er die beiden aus der einige Jahre später eine Tochter resultiert. Auch hat Priya eine beachtliche Musikkarriere hingelegt. Und was Thomas angeht, der hat sein Leben Gott gewidmet und ist Pfarrer geworden.

## Musik
Der Originalsoundtrack mit tamilischen Texten von Vairamuthu:
| Lied                         | Sänger                             |
| ---------------------------- | ---------------------------------- |
| Vennilavae Vennilavae        | Hariharan, Sadhana Sargam          |
| Poo Pookum Osai              | Sujatha, Malaysia Vasudevan        |
| Maana Madurai (Ooh La La La) | Unni Menon, K. S. Chitra, Srinivas |
| Thanga Thamarai              | S. P. Balasubrahmanyam             |
| Strawberry Kannae            | Kay Kay, Febi                      |
| Anbendra                     | Anuradha Sriram                    |

Der Hindi-Soundtrack mit den Texten von Javed Akhtar:
| Lied               | Sänger                             |
| ------------------ | ---------------------------------- |
| Chanda Re          | Hariharan, Sadhana Sargam          |
| Awaara Bhawara     | Hema Sardesai, Malaysia Vasudevan  |
| Ek Bagiya Mein     | Shankar Mahadevan, Chitra, Shreeni |
| Door Na Ja Mujh Se | S. P. Balasubrahmanyam, Shuba      |
| Strawberry Aankhen | K K, Kavita Paudwal                |
| Roshan Huyi Raat   | Anuradha Sriram                    |
| Teri Meri Baat     | Hema Sardesai, Abhijeet            |

## Auszeichnungen
National Film Award (1997)
- National Film Award/Beste Choreografie an Prabhu Deva für den Song Vennilavae Vennilavae
- National Film Award/Beste Musik an A. R. Rahman
- National Film Award/Bester Playbacksänger an S. P. Balasubrahmanyam für den Song Thanga Thamarai
- National Film Award/Beste Playbacksängerin an K. S. Chithra für den Song Maana Madurai (Ooh La La La)

Filmfare Award South (1998)
- Filmfare Award South/Beste Hauptdarstellerin an Kajol
- Filmfare Award South/Beste Musik an A. R. Rahman

## Sonstiges
- Prabhu Deva, einer der bekanntesten indischen Tänzer, hat in dem Film auch die Choreografie übernommen.